# Autel taurobolique de Tain-l'Hermitage
L’autel taurobolique de Tain-l'Hermitage, communément appelé « taurobole », est un autel taurobolique romain, situé à Tain-l'Hermitage, dans le département français de la Drôme. Cet autel de pierre calcaire commémorait le sacrifice d'un taureau, cérémonie appelée taurobole. Ce monument fait l’objet d’un classement au titre des monuments historiques par la liste de 1840.

## Histoire
L'autel taurobolique fut découvert au seizième siècle enfoui dans la terre du coteau, et remployé dans la construction de la chapelle de l'Hermitage avec un autre bloc antique. L'abbé Chalieu qui explora le site en 1811 affirmait que la chapelle recouvrait un sanctuaire antique dédié à Hercule, mais les prospections archéologiques aux abords de la chapelle n'ont révélé aucune trace d'occupation antique, ce qui réfute cette théorie.
Comme le précise l'inscription sur sa face avant, le taurobole commémore un sacrifice de taureau fait en 184 en l'honneur de Cybèle pour la conservation de l’empereur Commode et de la colonie de Lugdunum. Vu ce rattachement géographique, il est possible de considérer que ce taurobole ne provient pas de Tain, mais a dû y être apporté, pour réutilisation ou par suite d'un naufrage sur le fleuve.
En 1723, l'ermite de la colline tenta de le vendre à des Anglais mais les deux consuls de la ville l'en empêchèrent.

### Texte
M[A]/TR(I) M(AGNAE) / [ID](A)E[AE] // [PRO SAL(UTE) IMP(ERATORIS) CAES(ARIS) M(ARCI) AUR(ELI) COMMODI] /
[ANTONINI AUG(USTI) PI]I DOMUUSQ(UE) DIVI/NAE COLON(IAE) COPIAE CLAUD(IAE) AUG(USTAE) LUG(UDUNENSIS) /
[T]AUROBOLIUM FECIT Q(UINTUS) AQUIUS ANTONIA/
NUS PONTIF(EX) PERPETUUS //
[E]X VATICINATIONE PUSONI IULIANI ARCHI/
GALLI INCHOATUM XII KAL(ENDAS) MAI(AS) CONSUM/
MATUM VIIII KAL(ENDAS) MAI(AS) L(UCIO) EGGIO MARULLO /
CN(AEO) PAPIRIO AELIANO CO(N)S(ULIBUS) PRAEEUNTE AELIO /
CASTRENSE SACERDOTE TIBICINE ALBIO /
VERINO